# Người tù khổ sai (phim 1973)
Papillon là bộ phim dựa theo cuốn tự truyện rất nổi tiếng của Henri Charrière, do Mỹ và Pháp sản xuất năm 1973, Franklin J. Schaffner đạo diễn. Phim được đề cử hai giải Oscar.

## Diễn viên
| Actor            | Vai diễn                     |
| ---------------- | ---------------------------- |
| Steve McQueen    | Henri 'Papillon' Charriere   |
| Dustin Hoffman   | Louis Dega                   |
| Victor Jory      | Indian chief                 |
| Don Gordon       | Julot                        |
| Anthony Zerbe    | Toussaint Leper colony chief |
| Robert Deman     | Maturette                    |
| Woodrow Parfrey  | Clusiot                      |
| Bill Mumy        | Lariot                       |
| George Coulouris | Dr. Chatal                   |
| Ratna Assan      | Zoraima                      |
| William Smithers | Warden Barrot                |
| Val Avery        | Pascal                       |
| Vic Tayback      | Sergeant                     |